# SloFluffCon
SloFluffCon (običajno skrajšano SFC) je mednarodno zborovanje kosmatkov, ki poteka v Sloveniji. Gre za dogodek, namenjen ljubiteljem in pripadnikom kosmatkov, kjer se udeleženci iz različnih držav zberejo, da bi delili svojo strast do antropomorfnih živali, kulture in umetnosti, povezane s to subkulturo. SloFluffCon je največje tovrstno zborovanje v Sloveniji, saj se na tem zborovanju vsako leto zbere približno 150 udeležencev.

## Zgodovina
Zborovanje SloFluffCon je bilo vzpostavljeno na podlagi ideje iz leta 2020, ko so se organizatorji odločili ustvariti dogodek, ki bi povezal skupnost kosmatkov v Sloveniji in okoliških državah - želeli so pripraviti prvi mednarodni "furry convention" v Sloveniji. 
Prva izvedba SloFluffCona se je zgodila leta 2023, ko je Hotel Evropa v Celju gostil goste, ki so se udeležili številnih dogodkov in aktivnosti, ki jih je dogodek ponujal. Ta izvedba SFC je bila hkrati tudi prvo mednarodne zborovanje kosmatkov izvedeno v Sloveniji.
Leta 2024 je SFC potekal na istem prizorišču kot prvo leto. Posebej je dogodek zaznamoval obisk župana Mestne občine Celje - Matije Kovača, ki se je s kosmatki tudi podružil.

## Organizacija
SloFluffCon organizira Slovensko kosmatinsko društvo, ki dogodek vodi kot neprofitno iniciativo, v celoti izvedeno prostovoljnim delom. Vsa zbrana sredstva so namenjena izključno organizaciji zborovanja.

## SloFluffCon po letih
Spodaj je tabela s statističnimi podatki za vsako leto, v katerem je potekalo zborovanje SloFluffCon. Od leta 2024 ima dogodek vsako leto vsaj enega častnega gosta. Od leta 2023 ima SFC vsako leto svojo "temo", ki jo odražajo vzorci majic, ovratnih trakov in dekoracija prizorišča.
| Kongres          | Termin            | Lokacija                       | Tema               | Častni gost |
| ---------------- | ----------------- | ------------------------------ | ------------------ | ----------- |
| SloFluffCon 2023 | 19–22 avgust 2023 | Hotel Evropa, Celje, Slovenija | Skrivni agenti     | N/A         |
| SloFluffCon 2024 | 24–28 avgust 2024 | Hotel Evropa, Celje, Slovenija | Skrivnost v hotelu | Uncle Kage  |

## Osrednji dogodki
- Salon za kosmatince je močno klimatiziran prostor, namenjen za udeležence z kostumi, kjer se ti lahko ohladijo ter odpočijejo od dogajanja na kongresu in nošenja kostumov.
- Moj prvi kosmatinski kongres, ki novince pripravi na njihov prvi kongres.
- Trgovska jama, kjer lahko udeleženci prodajajo svoje izdelke.
- Skupinsko fotografiranje združi udeležence v kostumih za nepozabno skupinsko sliko.
- Igre v kostumih, kjer udeleženci tekmujejo ali sodelujejo v svojih kostumih.
- Izmenjava prigrizkov, kjer udeleženci delijo in izmenjujejo svoje lokalne prigrizke z drugimi.
- Organiziran sprehod v kostumih po mestnih ulicah
- Kosmati ples z DJ-em in svetlobnimi efekti.
- Posebni dogodki, ki jih vodi ali organizira povabljeni častni gost, znan član kosmatinske skupnost.